# Comtat de Berkshire
|  | Aquest article tracta sobre el comtat dels EUA. Si cerqueu el comtat anglès, vegeu «Berkshire». |

El comtat de Berkshire (Berkshire County en anglès), conegut com els Berkshires (The Berkshires), fundat l'any 1685, és un dels catorze comtats de l'estat nord-americà de Massachusetts. Ocupa a la franja més occidental de l'estat, una zona forestal i primordialment rural en els suaus contorns de les muntanyes Apalatxes. Fa frontera amb àrees també altament rurals dels estats de Nova York per l'oest, Vermont pel nord, i Connecticut pel sud.
La ciutat més gran i seu tradicional del comtat és Pittsfield (a la foto a la dreta, els jutjats del comtat, que es troben a Pittsfield). Tècnicament, només hi ha dues ciutats al comtat, Pittsfield i North Adams, però tant les ciutats com els pobles i les viles, s'anomenen tradicionalment town, i per tant, tenim Town of Pittsfield (ciutat amb població estimada de 42.142 el 2019), igual que tenim Town of West Stockbridge (poble amb una població estimada de 1.257 el 2019), Town of Monterey (poble amb una població estimada de 924 el 2019), o Town of Tyringham (poblet amb una població estimada de 312 a 2019).

A l'arribada dels colons europeus (el primers contactes son el s. XVII, però el primer assentament colonial a aquesta regió data del 1725, amb la creació de Sheffield), aquí hi vivien principalment la tribu algonquina dels mohicans o mahicans (que no s'han de confondre amb els mohegans, emparentats però d'una tribu diferent que parlava una altra llegua i que vivien a l'est de Connecticut), en particular la subtribu o banda (band) dels stockbridge, relacionats amb l'actual municipi del mateix nom.

## Geografia

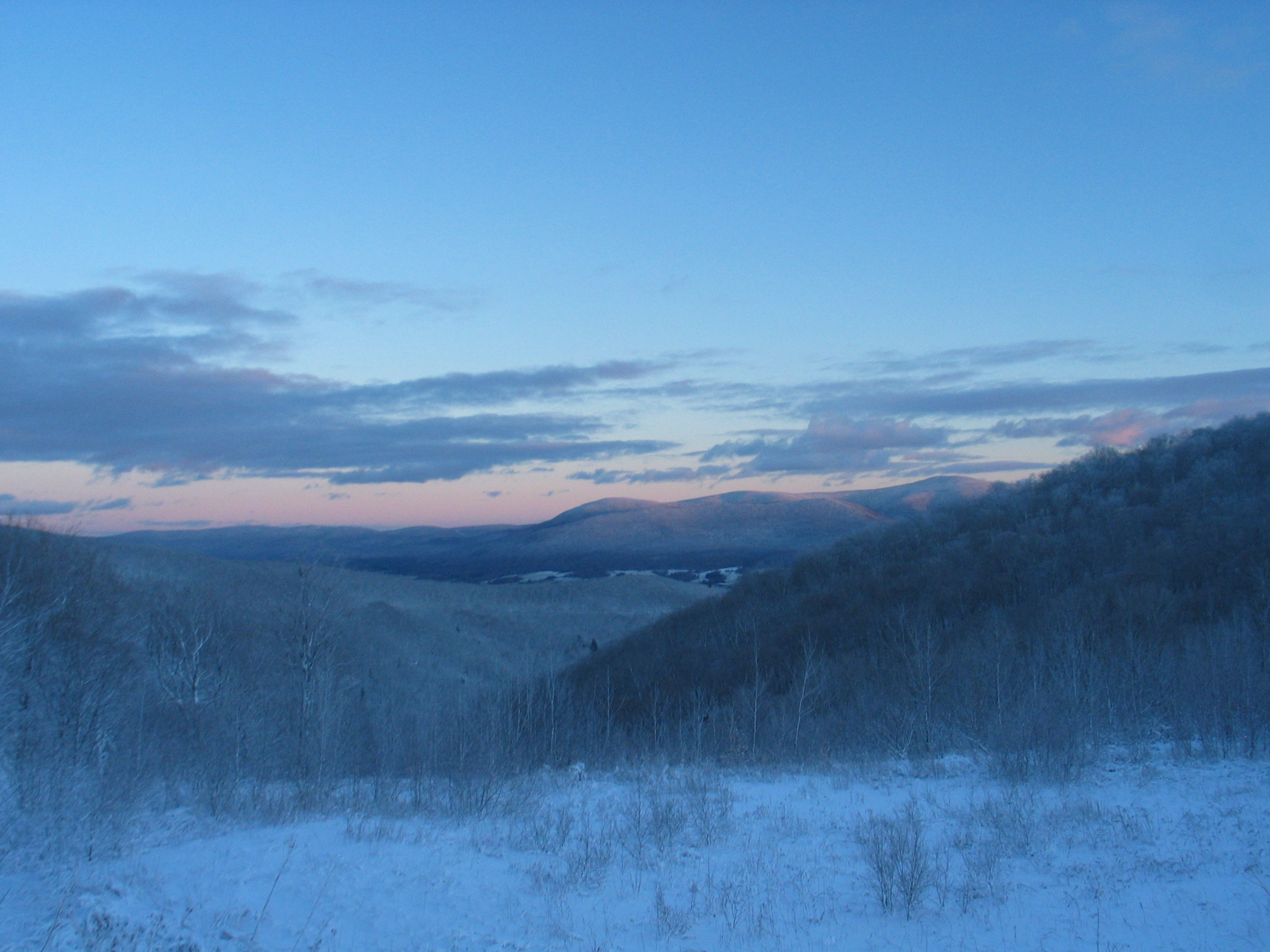
Els pujols del Berkshires a l'hivern (foto novembre del 2005).

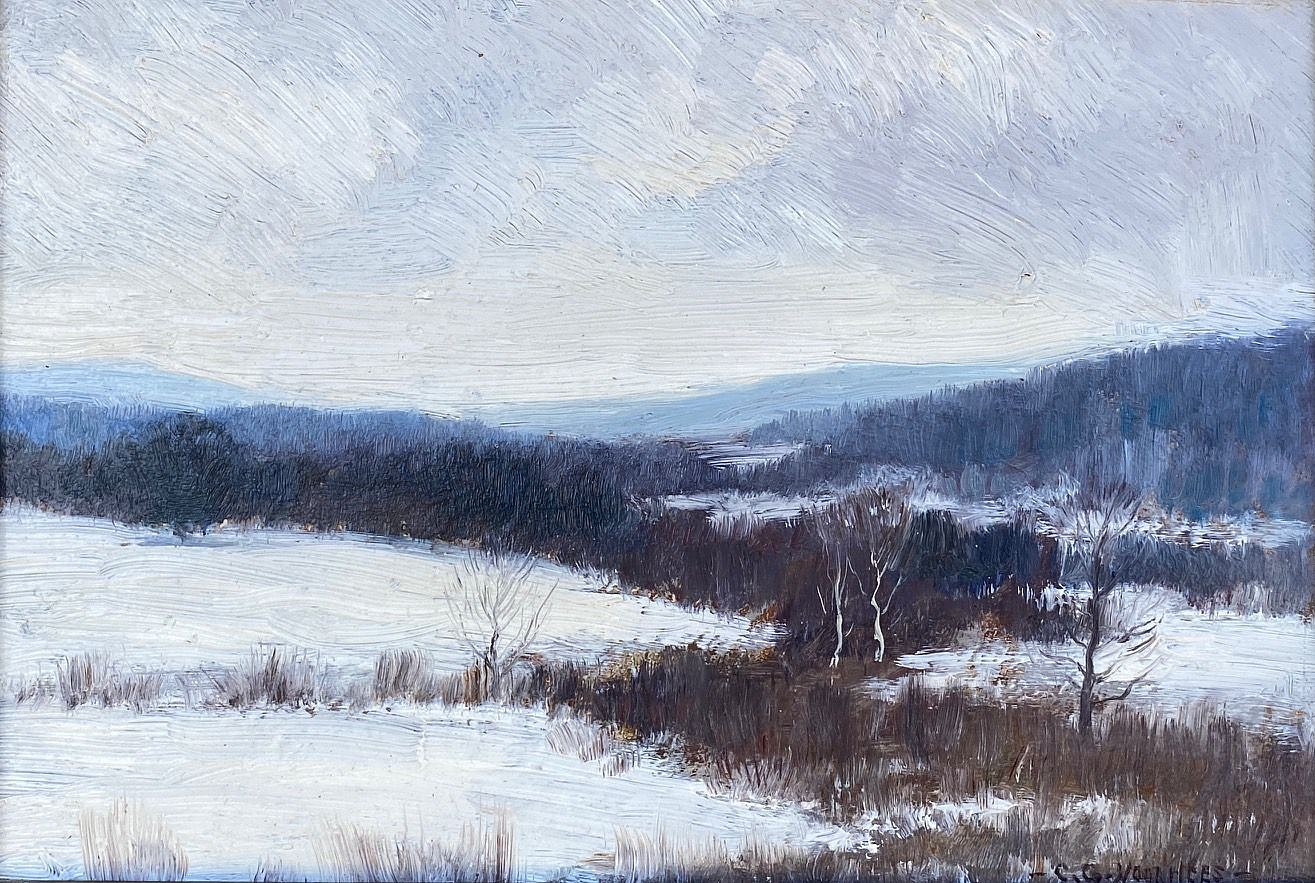
Winter in the Berkshire Hills (Hivern als pujols dels Berkshires, s.d.), de l'impressionista i tonalista estatsunidenc vinculat a Connecticut, Clark Greenwood Voorhees (1871–1933)

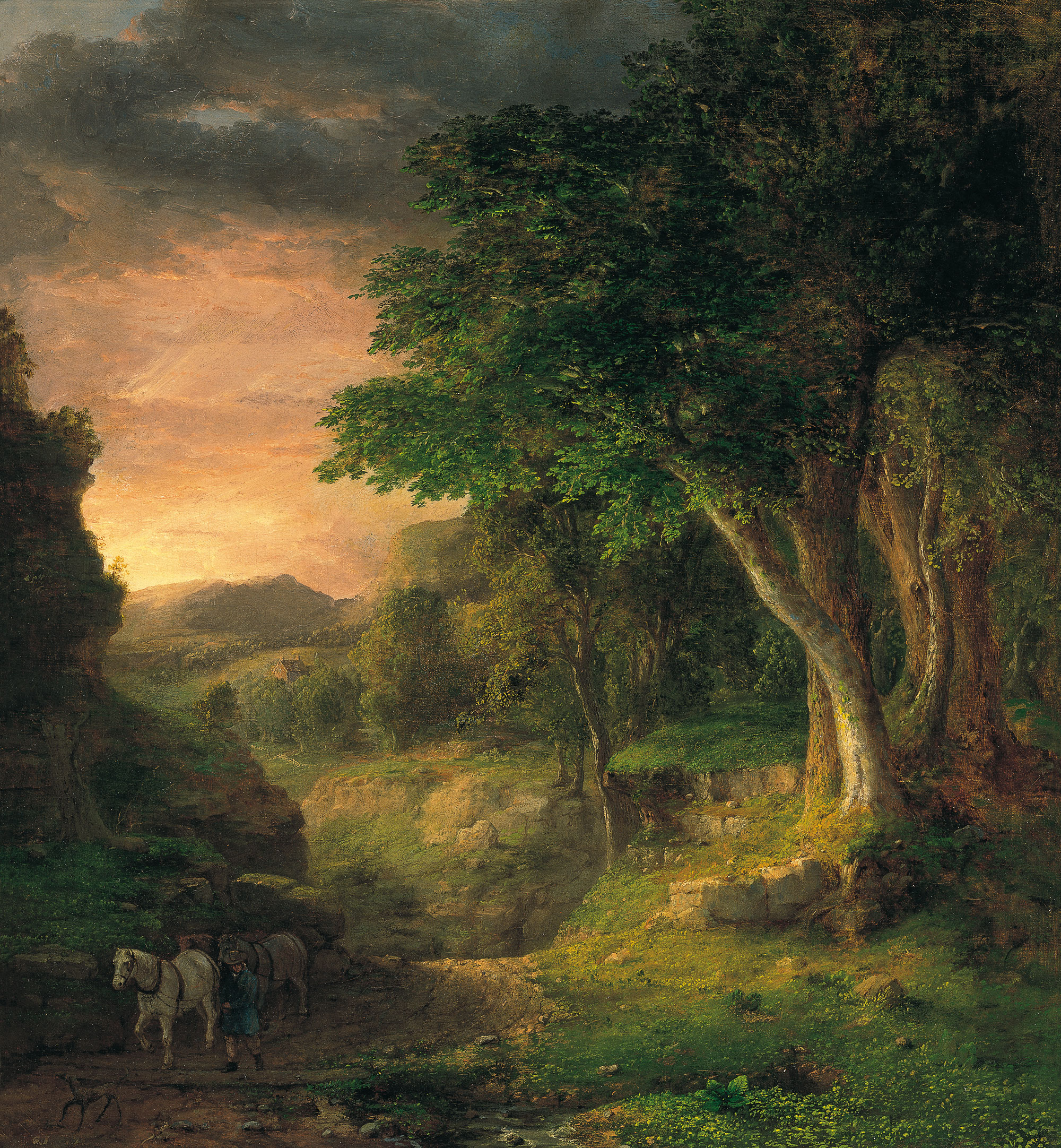
In the Berkshires (Als Berkshires, 1848-1850), un oli de George Inness. Museu Thyssen-Bornemisza.

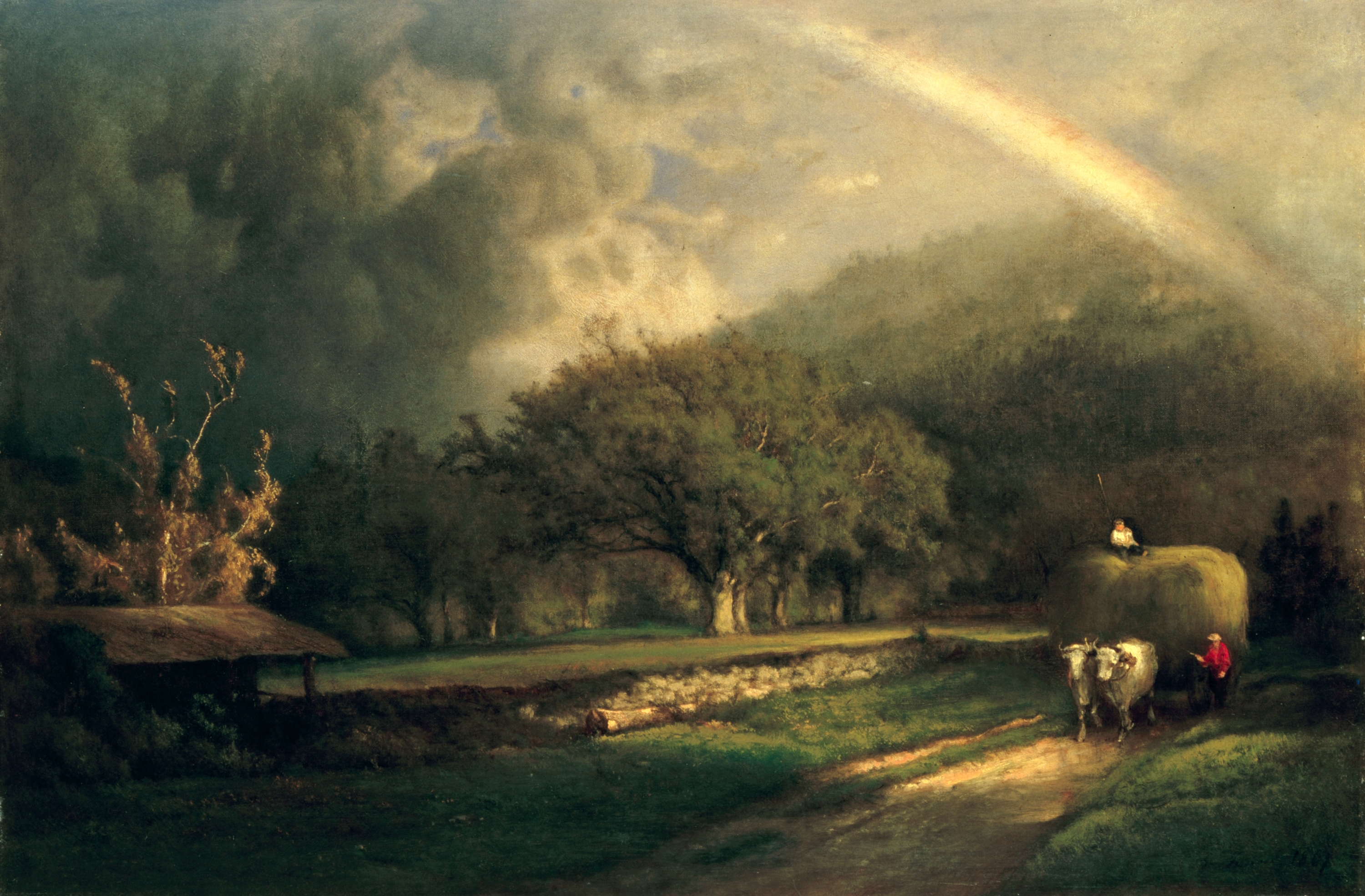
The Rainbow in the Berkshire Hills (L'arc iris als pujols dels Berkshires, 1869), un oli de George Inness (1825–1894), paisatgista de l'Escola del Riu Hudson. La pintura es troba a la col·lecció de la Casa Blanca.

El comtat es troba en una secció suau de les Apalatxes anomenat els Berkshire Hills, que comprenen la franja oriental dels Taconic Mountains, els Hoosac Mountains i el sector sud dels Green Mountains, i enllacen amb els Litchfield Hills de Connecticut al sud. El punt més alt del comtat i de tot Massachusetts és Mount Greylock, amb una elevació de 1.064 metres (3.491 peus).
El riu principal és el Housatonic, tot i que també hi transcorren pel comtat seccions del Hoosic i del Westfield.
El Comtat de Berkshire té una àrea total d'uns 2.450 km²(946 milles²), dels quals uns 2.401 km² (927 milles²) son terra i uns 52 km² (20 milles²) aigua, o sigui, un 2.1% de la superfície. És el segon comtat més gran de Massachusetts en superfície, després del Comtat de Worcester i seguit pel Comtat de Middlesex en tercer lloc. Abarca 12% del terreny de Massachusetts, amb només 2% de la població.
Fa frontera, en el sentit del rellotge, amb el comtat de Bennington (a Vermont) pel nord, els comtats de Franklin, Hampshire i Hampden (a Massachusetts) pel llevant, el comtat de Litchfield (a Connecticut) i una punteta del Comtat de Dutchess (a l'estat de Nova York) pel sud, i els comtats de Columbia i Rensselaer (a l'estat de Nova York) pel ponent.
Hi ha 32 municipis, dels quals dos son oficialment ciutats - Pittsfield (població estimada de 42,142 a 2019) i North Adams (població estimada de 12,730 a 2019). Els 30 restants son pobles, oficialment designats com a towns. També hi ha 3 poblets o llogarrets ubicats dins dels confins d'altres municipis -Housatonic (al terme municipal de Great Barrington), East Otis (al terme municipal d'Otis), i Lenox Dale o Lenoxdale (al terme municipal de Lenox)-, però que tenen el seu propi centre, vida i caràcter.
Notes d'interès: S'ha de tenir en compte que en aquest comtat, els llocs designats pels cens (amb l'excepció de Housatonic, mencionat més amunt), son simplement el centre o cor del municipi del mateix nom, on la resta del territori del municipi pot tenir cases disperses, alguna urbanització, o algun poblet o llogarret. El terme "lloc designat pel cens" només s'utilitza literalment pel cens, sense cap tradició entre la població local. També s'ha d'indicar que d'entre tots els municipis, els tres considerats com els centres més importants (micro o petites ciutats) per la població local són les ciutats oficials de Pittsfield (la més gran) i North Adams, més el town de Great Barrington. Aquestes tres fan de punt focal per les seves respectives zones: North Adams al nord del comtat, Pittsfield al centre, i Great Barrington al sud.

## Demografia

Piràmide d'edat al comtat (dades del 2000)

Els Berkshires son el segon comtat amb menys densitat de població (141,6 persones per milla quadrada) (després del Comtat de Franklin i per davant del de Dukes, que inclou l'illa de Martha's Vineyard i altres illes més petites), i per tant, un dels més rurals de Massachusetts (compareu les dades de densitat de població del 2010, en nombre de persones per milla quadrada: Massachusetts tenia una xifra mitjana de 839.4; el Comtat de Suffolk, que inclou Boston, en tenia 12.415,7; mentre que els Berkshires en tenien només 141,6). Considereu que Massachusetts, tot i ser un dels estats més petits en superfície dels Estats Units (és el 45è, d'acord amb l'Oficina del Cens), és el tercer en el rànquing dels més densament poblats. Però la població es concentra en certs llocs de l'estat, especialment a prop de Boston.
En el cens del 2000 hi havia 134.953 persones, 56.006 llars, i 35.115 famílies residint al comtat. La densitat poblacional era de 56 persones per quilòmetre quadrat. La demografia del comtat era de 95,02 % blancs, 1,99 % afroamericans, 0,15 % amerindis, 0,99 % asiàtics, 0,04 % illencs del Pacífic, 0.59 % d'altres races i 1,23 % de dues o més races. L'1,69 % de la població era d'origen hispà o llatí de qualsevol raça. El 94,1 % de la població parlava anglès i l'1,6 % espanyol a casa com a llengua materna.
En el transcurs del temps, els censos mostren una davallada constant anual de la població del comtat des dels anys 1970, quan va arriba al seu pic (degut a l'atracció de fàbriques i papereres que després van començar a mudar-se a altres llocs o tancar), fins a una població de 127.328 el 2018 i una densitat de població de 137 al cens estimat del 2018. Alguns dels factors que han contribuït a aquesta davallada, a part del tancament o trasllat de papereres i altres fàbriques en el passat, son la inestabilitat o baixada de l'ocupació i de l'habitatge assequible, la migrada existència de transport públic, l'alimentació poc assequible i la falta o davallada d'altres oportunitats socioeconòmiques.
En tot cas, aquestes dades poblacionals no tenen en compte les segones residències (una tradició de segles en aquesta regió, i amb una gran onada els anys 1980 i 90), on hi ha una certa població addicional present durant el transcurs de l'any (vacances; estades laborals com ara els músics de Tanglewood; professions liberals, escriptors, etc).
D'acord amb el cens del 2000, la renda per capita mitjana del comtat era de 39.047$, i l'ingrés mitjà per família era de 50.162$. L'any 2000, els homes tenien un ingrés per capita de 36.692$ davant dels 26.504$ de les dones. L'ingrés per capita per al comtat era de $21.807 i el 9,50 % de la població estava sota el llindar de pobresa nacional.

## Història
A l'arribada dels colons europeus (el primers contactes son el s. XVII, però el primer assentament colonial a aquesta regió data del 1725, amb la creació de Sheffield), aquí hi vivien principalment la tribu algonquina dels mohicans o mahicans en particular la subtribu o banda (band) dels stockbridge. Els mohicans o mahicans no s'han de confondre amb els mahegans, emparentats, però d'una tribu diferent que parlava una altra llegua i que vivien a l'est de Connecticut.
Els seus veïns a l'oest eren la nació dels mohawks, que formarien part de la Confederació Iroquesa i que transitaven per un racó del nord dels Berkshires. Altres veïns eren els pocumtuc a l'est, els wappinger o schaghticoke (de parla mohicà) i possiblement els pequot al sud, i la comunitat o grup Munsee dels lenape lenni (o delaware) al sud-oest, entre d'altres.
Entre els segles XVIII i XIX, foren desplaçats forçosament cap a l'oest fins a arribar al lloc on alguns dels descendents viuen avui, a Wisconsin, d'on es va intentar desplaçar-los també, però han pogut resistir.

## Cultura i natura

### Mitjans de comunicació: premsa
Els diaris publicats en paper als Berkshires han anat minvant, però en queden una sèrie d'ells encara. La més important i longeva d'aquests és The Berkshire Eagle, diari de referència del comtat, basat a Pittsfield i que es publica diàriament des del 1892, però que té les seves arrels en un diari de Stockbridge anomenat The Western Star, que va començar a aparèixer el 1789. Ha obtingut una sèrie de premis i reconeixements estatals i nacionals des de la seva incepció.

Altres diaris inclouen The Berkshire Edge (capçalera: «The Berkshire Edge: News and Ideas Worth Sharing»), amb seu a Great Barrington, que s'enfoca cap a la meitat sud del comtat, i el setmanari The Pittsfield Gazette.

El setmanari Berkshire Record (capçalera: «Berkshire Record: Southern Berkshire County's Newspaper of Record since 1989»), que es publicava des del 1989, va anunciar la suspensió del periòdic el març del 2020 arran de la minva de publicitat d'empreses locals, enfonsades per la pandèmia del Covid. A novembre del 2020, encara es pot consultar el mitjà a internet, però sembla que les últimes publicacions son del juliol.

El diari en línia iBerkshires cobreix notícies de les seccions nord i centre del comtat (la capçalera diu: «iBerkshires.com, your trusted local news source», i el diari es descriu com «The Berkshires online guide to events, news and Berkshire County community information»). Basat a North Adams, apareix des de l'any 2000.

De revistes, hi ha la Berkshire Magazine (que es publica des de East Arlington, Vermont, des del 2012), la BTW Berkshires (la capçalera diu «The Berkshires — a digital guide for Western Massachusetts, where the arts come outside». Es publica des del 2008, primer com a part de The Berkshire Eagle, i des del 2015 independentment), i la BusinessWest, que cobreix aquest últim tot el sector oest de l'estat i es publica des de Springfield, al comtat de Hampden.

### Personatges il·lustres
El comtat de Berkshires ha produit o atret una sèrie de personatges destacats en la vida i cultura de Massachusetts i Estats Units en general, en la literatura, les arts i altres camps d'activitat. Els personatges s'indiquen aquí per camp d'activitat o grup i any de naixement. L'estat de Massachusetts està indicada amb la seva abreviatura postal, és a dir, MA (vegeu la llista d'abreviatures dels estats dels Estats Units).

#### Escriptors
- Herman Melville (Nova York, 1819 – 1891), novel·lista que de part del pare, venia d'una família prominent de Boston. El 1850, va establir a una finca familiar a Pittsfield, a l'oest de Massachusetts, on es va passar molts anys i on va escriure Moby Dick (vegeu Arrowhead més avall, sota museus),[47] després de salpar de Fairhaven el 1841, a la caça de la balena per tres anys.[48]
- Edith Wharton (Nova York, 1862 – Saint-Brice-sous-Forêt, França, 1937), novel·lista, narradora i dissenyadora (paisatgista, interiorista), es va establir al comtat de Berkshire, a Lenox, a la seva finca The Mount, que es va fer construir el 1902 (vegeu més avall sota museus).
- W.E.B. Du Bois (William Edward Burghardt Du Bois, Great Barrington, MA, 1868 – Accra, Ghana, 1963), líder de la comunitat afroamericana dels EUA, activista pels drets civils, sociòleg, historiador i autor (vegeu també sota activistes i sota paratges històrics nacionals).

#### Artistes
- Daniel Chester French (1850-1931), escultor neoclàssic. Chesterwood, casa-museu amb jardins Arxivat 2012-03-05 a Wayback Machine. a Stockbridge.
- Robert Lewis Reid (Stockbridge, MA, 1862 – Clifton Springs, estat de Nova York, 1929), impressionista estatunidenc i muralista
- Norman Rockwell (Nova York, 1894 - Stockbridge, 1978), famós pintor i il·lustrador especialment conegut per les escenes costumistes, plenes d'humor i ironia. Té un museu dedicat a la seva obra al poble de Stockbridge, on va viure els últims 25 anys de la seva vida (vegeu més avall sota museus).[49]
- George L. K. Morris (Nova York, 1905 – Stockbridge, Massachusetts, 1975), pintor cubista, escriptor i editor, va advocar per un art abstracte americà. Casat amb la també artista abstracte Suzy Freilinghuysen, va viure entre Nova York i la seva casa i estudi de Lenox (Massachusetts). Aquesta finca a Lenox, d'arquitectura exquisidament racionalista (anys 30 i 40), és avui un museu dedicat a la parella d'artistes.[50]
- Suzy Frelinghuysen (també coneguda com a Suzy Moris després de casada, i Estelle Condit Frelinghuysen de naixement, Newark, Nova Jersey, 1911 - Lenox, Massachusetts, 1988), pintora cubista i soprano operàtica. Va advocar per un art abstracte americà. Casada amb el també artista abstracte George L. K. Morris, va viure entre Nova York i la seva casa i estudi de Lenox (Massachusetts) des dels anys 1930. Aquesta finca a Lenox, d'arquitectura exquisidament racionalista (anys 30 i 40), és avui un museu dedicat a la parella d'artistes.[50][51]
- Nancy Graves (Pittsfield, Ma, 1939 - Nova York, 1995), escultora, pintora, gravadora i realitzadora (cinema), va viure a Nova York d'adulta. Vegeu les seves obres a la Nancy Graves Foundation, més una escultura i una pintura a la pàgina del Ludwig Muzeum a Hongria.

#### Músics

##### Música clàssica
- Serge Koussevitzky (en rus, Сергей Александрович Кусевицкий. Vyshni Volotxok, Rússia, 1874 - Boston, 1951) fou un compositor i director d'orquestra rus d'origen jueu nacionalitzat estatunidenc. Director musical de l'Orquestra simfònica de Boston i del programa de Tanglewood (Comtat de Berkshire) per 25 anys. Entre els seus estudiants i protegits hi havia Leonard Bernstein, Samuel Adler i Sarah Caldwell.
- Leonard Bernstein (Lawrence, MA, 1918 – Nova York, 1990), director d'orquestra, compositor, professor de música i pianista, fill d'immigrants ucraïnesos d'origen jueu. Vinculat amb Tanglewood (Comtat de Berkshire).
- Sarah Caldwell (Maryville, Missouri, 1924 – Portland, Maine, 2006), directora d'orquestra d'òpera, directora escènica d'òpera. Vinculada a Boston[52] i Tanglewood (Comtat de Berkshire).[53]
- Seiji Ozawa (en japonès: 小澤 征爾, nascut el 1935 a Fentien, avui Shenyang, a la Xina ocupada per Japó), director d'orquestra japonès i estatunidenc. Va ser el director musical de l'Orquestra simfònica de Boston i del programa de Tanglewood (Comtat de Berkshire) per 29 anys (1973-2002).
- Yo-Yo Ma (en xinès simplificat: 马友友; en xinès tradicional: 馬友友; en pinyin: Mǎ Yǒuyǒu; París, 1955) violoncel·lista i compositor estatunidenc d'origen xinès. Vinculat amb Boston. Vinculat amb Tanglewood i el Comtat de Berkshire, on hi viu.[54][55][56]

##### Música rock, rock folklòric, cantautors
- Arlo Guthrie (Coney Island (Nova York), 1947), cantautor des dels 60 fins avui, profundament vinculat amb Massachusetts, especialment els Berkshires, on ha passat bona part de la seva vida i on viu ara.
- James Taylor (Boston, MA, 1948), cantautor i guitarrista de folk rock, rock, pop, soft rock, blues i country actiu des del 1966 fins avui. Viu a Lenox, als Berkshires.[57] Dues de les seves cançons més emblemàtiques versen sobre Massachusetts i els Berkshires: «Sweet Baby James»,[58][59][60] i «Country Road», que es refereix a Belmont.[61][62]
- Kenny Aronoff (Stockbridge, MA, 1953), un dels bateries més famosos del rock dels EUA, ha tocat amb John Cougar Mellencamp, Bob Seger, Elton John, John Fogerty, Lynyrd Skynyrd, The BoDeans, The Smashing Pumpkins, Tony Iommi, Jon Bon Jovi i Stryper, entre d'altres grups.

#### Polítics
- Martha Mary Coakley (Pittsfield, MA, 1953), la Fiscal General de l'estat de Massachusetts (començant el 2007).
- Jane Swift (Jane Maria Swift, North Adams, MA, 1965), política, fou governadora lloctinent (la posició just per sota del governador) de l'estat (1999-2003) i governadora interina de l'estat de Massachusetts (2001-2003). Quan va entrar en funcions com a governadora, era la persona més jove del país de mai haver ostentat el càrrec de governador d'un estat. Fou la primera i única dona en el càrrec de governador a l'estat de Massachusetts.

#### Activistes
- Elizabeth Freeman, coneguda com a Mum Bett (ca. 1742? – 1829), esclava a Sheffield que va guanyar la seva llibertat el 1781, portant el seu cas davant d'un tribunal a Great Barrington (als Berkshires) i amparant-se en la constitució de l'estat, que indicava que tots els individus havien nascut lliures i en igualtat (all human beings are born free and equal).[63]
- Susan B. Anthony (Susan Brownell Anthony, Adams, MA, 1820 – Rochester, estat de Nova York, 1906), una de les activistes pro drets dels afroamericans i drets de la dona més prominents de la història dels EUA, líder clau del moviment sufragista i també involucrada amb els abolicionistes.
- W.E.B. Du Bois (William Edward Burghardt Du Bois, Great Barrington, MA, 1868 – Accra, Ghana, 1963), líder de la comunitat afroamericana dels EUA, activista pels drets civils, sociòleg, historiador i autor (vegeu també sota escriptors i paratges històrics nacionals).

### Museus i conjunts històrics
Tot i ser el segon comtat amb menys densitat de població i un dels més rurals de Massachusetts (compareu les dades de densitat de població del 2010: Massachusetts tenia una xifra mitjana de 839.4; el Comtat de Suffolk, que inclou Boston, en tenia 12.415,7; i els Berkshires en tenien la xifra de 141,6), els Berkshires tenen un nombre sorprenentment elevat d'institucions culturals de qualitat. A continuació n'esmentem alguns.

#### Paratges històrics nacionals
- Paratge Històric Nacional dedicat a W.E.B. Du Bois (W.E.B. Du Bois National Historic Site), paratge dedicat als llocs del Comtat de Berkshire que influïren i foren influenciats per aquest activista, escriptor i pensador afroamericà fundador de l'Associació Nacional per al Progrés de les Persones de Color (National Association for the Advancement of Colored People o NAACP). Vegeu també més amunt sota autors i sota activistes.[64]

#### Pobles museu, museus a l'aire lliure
- Poblat Shaker de Hancock (Hancock Shaker Village)[65] - a Hancock, un assentament on vivia una comunitat de shakers (comunitat religiosa puritana similar als quakers o quàquers), fent agricultura i ramaderia, i on creaven els seus mobles originals i preuats i conreaven herbes aromàtiques, etc. Es poden visitar els edificis, fins i tot una pallissa / estable rodona - amb actors que recreen l'ambient de l'època.

#### Museus, cases-museu, centres culturals
- Tres museus d'art importants al sector septentrional dels Berkshires:
  - Massachusetts Museum of Contemporary Art (MASS MoCA), museu d'art contemporani a North Adams, no gaire lluny de Williamstown. Ocupa l'edifici d'una antiga empremta.
  - Clark Art Institute ("The Clark") - museu d'art conformada per una extensa i important col·lecció privada, a Williamstown.
  - Williams College Museum of Art (WCMA), el museu d'art de la petita universitat o college de Williams, a Williamstown.
- Berkshire Museum (Museu dels Berkshires), museu d'art, sciències naturals i paleontologia situat a Pittsfield[66]
- Ashley House - casa-museu que celebra l'emancipació dels esclaus de Massachusetts arran de les accions de Mum Bett o Elizabeth Freeman, que havia sigut un esclau de l'amo d'aquests terrenys a Sheffield (el Coronel John Ashley), però va guanyar la seva llibertat en els jutjats de Great Barrington el 1781 amb l'advocat Theodore Sedgewick.[67]
- The Mission House National Historic Landmark - aquesta casa-museu (paratge històric d'interès nacional) rememora la comunitat de mohicans de Stockbridge, que van permetre al missioner John Sergeant viure entre ells a partir dels anys 1730. Aquesta és la casa del missioner. El museu el porta l'ONG The Trustees of Reservation.[68]
- Chesterwood[69] - Casa-museu amb taller i jardins de l'escultor Daniel Chester French (1850-1931), que va fer algunes de les escultures oficials més importants a Washington DC. Es troba a Stockbridge, als Berkshires, a l'oest de l'estat.
- Museu de Norman Rockwell - museu d'art al poble de Stockbridge (als Berkshires), dedicat a l'artista conegut (il·lustrador costumista amb humor i ironia, vegeu a dalt sota artistes) que s'hi passà els últims 25 anys de vida en aquest municipi. Conté 998 pintures i dibuixos originals de l'artista, cosa que el fa la major col·lecció d'obres d'aquest autor.[49]
- The Mount, la casa de l'escriptora Edith Wharton, a Lenox (els Berkshires). La casa senyorial fou dissenyada per Edith Wharton i completada el 1902. Paratge històric nacional i centre cultural.[70]
- Arrowhead, casa-museu de l'escriptor Herman Melville, a la finca (granja) de Pittsfield (els Berkshires) on va escriure Moby Dick i tres novel·les més, apart d'una bona dosi de narrativa, articles per revistes i un xic de poesia abans d'haver d'abandonar el lloc estimat per falta d'èxit literari durant la seva vida i, per tant, per falta de fons. Es va veure abocat a buscar-se la vida en un altre lloc (treballant en una oficina a Nova York). La casa-museu allotja la Societat Històrica del Comtat de Berkshire (Berkshire County Historical Society).[47]
- Naumkeag, casa senyorial i jardins del matrimoni Choate (Joseph Choate, advocat de Nova York i ambaixador dels EUA a Gran Bretanya), del 1884, construïda pels coneguts arquitectes McKim, Mead & White. Es troba al poble de Stockbridge (als Berkshires).
- Frelinghuysen Morris House & Studio - casa i estudi dels pintors i escultors cubistes, abstractes i avantguardistes Suzy Frelinghuysen i George L. K. Morris (vegeu les entrades més amunt). L'arquitectura racionalista dels anys 30 i 40 allotja aquest museu dedicat a la parella d'artistes.[71][50]
- Museu Animagic de l'animació i els efectes especials (Animagic – Museum of Animation and Special Effects) - explora diverses tècniques usades en el cinema i posa de relleu el paper que han desempenyat individus dels Berkshires en la indústria cinematogràfica. Es troba al poble de Lee.[72]
- Crane Museum of Papermaking - Museu Crane del Paper, s'enfoca l'art de fer paper i en el seu ús com a suport pels bitllets, al poble de Dalton. Va obrir el 1930 i és un dels museus privats portats per una empresa més antics de tot el país. El porta la mateixa fàbrica que té el contracte exclusiu per produir el paper dels bitllets de dòlar dels EUA (Crane Currency), localitzada al mateix poble.[73][74]

- etc.

#### Institucions i festivals de les arts escèniques i de la música
- Jacob's Pillow, important centre de dansa i festival fundat el 1931 al poblet de Becket, als Berkshires.[75]
- Centre de Música Tanglewood (Tanglewood Music Center), important centre de música clàssica al poblet de Lenox, als Berkshires, fundat el 1937, on estiueja l'Orquestra Simfònica de Boston i hi fa concerts interiors i exteriors.[76]
- etc.

### Parcs i paratges naturals
També hi ha molta natura, parcs naturals i paratges protegits, alguns d'ells de nivell estatal, i alguns conjunts nacionals, com ara:
- part del Sender dels Apalatxes (Appalachian Trail),[80] que travessa les muntanyes Apalatxes de nord a sud dels EUA (o a l'inrevés), que a Massachusetts passa pels Berkshires;
- el paratge natural d'interès nacional de Bartholomew's Cobble (Bartholomew's Cobble National Natural Landmark) - 1,33 km² (329 acres) amb dos turons ubicats als municipis d'Ashley Falls i Sheffield, als Berkshires, a la frontera amb l'estat de Connecticut. Va ser designat paratge natural nacional el 1971 per la seva impressionant biodiversitat en flora, especialment falgueres i flors boscanes i de prat. El lloc és conegut també per les seves vistes dels Apalatxes, les Muntanyes Tacònic i la plana d'inundació del riu Housatonic.[81][82][83]
- El Sender mohicà-mohawk (The Mahican-Mohawk Trail)
- etc.